# 文托夫
文托夫是德国石勒苏益格－荷尔斯泰因州的一个市镇。总面积4.99平方公里，总人口667人，其中男性329人，女性338人（2011年12月31日），人口密度134人/平方公里。